# NGC 2024
NGC 2024 или Туманность «Пламя» или Туманность «Факел» (другое обозначение — CED 55P) — эмиссионная туманность в созвездии Орион.
Этот объект входит в число перечисленных в оригинальной редакции «Нового общего каталога».

## Местоположение
Туманность располагается на расстоянии примерно 3000 световых лет от Земли в созвездии Орион.

## Причины свечения
Свечение обусловлено большим количеством молодых звёзд, которые постоянно рождаются в данном регионе. В центре видна тёмная пылевая структура, заслоняющая свечение.

## Фотографии
- рентгеновское излучение туманности